# Гезехус, Николай Александрович
Николай Александрович Гезехус (1845, Санкт-Петербург — 1918, Петроград) — русский физик, ординарный профессор и первый ректор Императорского Томского университета (1888—1889). Действительный статский советник (1896).

## Биография
Родился 17 (29) января 1845 года в семье корабельного инженера, Александра Яковлевича Гезехуса и его жены Александры Густавовны — был первым ребёнком.
Окончил математическое отделение физико-математического факультета Санкт-Петербургского университета в 1869 году. Стажировался у Г. Гельмгольца (1872—1873). С 1873 года работал лаборантом при физическом кабинете Санкт-Петербургского университета. Одновременно с 1875 года (с перерывом на время отъезда в Томск в 1888—1889 годах) он преподавал физику в Петербургском технологическом институте.
В 1876 году получил степень магистра физики за работу «Применение электрического тока к исследованию сфероидального состояния жидкостей»; в 1882 году за диссертацию «Упругое последействие и другие сходные с ним физические явления» получил степень доктора.
В период 1877—1888 годов состоял приват-доцентом Санкт-Петербургского университета; также преподавал физику в Инженерном училище, Институте путей сообщения, на Высших женских курсах (1878—1889) и др. С 1885 года Н. Гезехус успешно занимался вопросами акустики; до него систематических исследований звукопроводимости тел не проводилось. В 1887—1888 годах Н. А. Гезехус был секретарем физического отделения Русского физико-химического общества.
В свободное время Гезехус играл на скрипке, в том числе в составе домашнего квартета М. П. Беляева.
В 1888 году был назначен ординарным профессором в Томский университет. Как самый опытный из профессоров, прошедший стажировку в Западной Европе и имевший уже многолетнюю практику преподавания в лучшем отечественном университете с 6 сентября 1888 года по 3 сентября 1889 года исполнял обязанности ректора Томского университета. Занимался административной и организационной деятельностью, вел преподавательскую работу, читал лекции, проводил практические занятия. Создал большой физический кабинет, располагавшийся в центральной части главного корпуса (приборы были закуплены в С.-Петербурге и Томске). Создал ряд измерительных приборов для лекционных демонстраций: воздушный калориметр, геофизический глобус для демонстрации распределения магнитного поля на земной поверхности, динамометр — о них были сделаны сообщения на съезде русских естествоиспытателей и врачей; а также амперметр, гигрометр и др.

«Климат не может быть помехою в преуспеянии Сибири. Для быстрейшего развития этой обширной, но мало заселенной страны нужно, прежде всего знание, нужно дружное изучение её, нужны знающие и честные люди»— Н. А. Гезехус
В 1889 году Н. А. Гезехус покинул Томск, предположительно, из-за сложных отношений с попечителем Западно-Сибирского учебного округа В. М. Флоринским; вернулся в Санкт-Петербург на должность профессора физики в Технологическом институте, где с 1891 года назначен помощником директора; продолжил преподавание в других высших учебных заведениях.
Н. А. Гезехус принимал участие в I Международном конгрессе физиков, который состоялся в 1900 году в Париже.
Научные работы посвящены вопросам молекулярной физики (в частности, сфероидального состояния жидкости), электричества, оптики, акустики и метеорологии. В 1900 году им был написан учебник электричества и магнетизма.
Делал много переводов: «Мировая картина физических и химических явлений» и «Жизнь природы» В. Мейера; «Теория звука в приложении к музыке» Пьетро Блазерны; «Очерки из естествознания» (1876), «Свет» (1877), «Лекции об электричестве» Дж. Тиндаля (1878). Написал ряд статей для Энциклопедического словаря Брокгауза и Эфрона.
С 1911 по 1918 годы являлся редактором периодических физических изданий физического отделения Русского физико-химического общества: «Вопросы физики» и «Журнал РФХО».
Умер 2 сентября 1918 года от истощения в Петрограде.

## Память
Принадлежавший Н. А. Гезехусу письменный стол представлен в экспозиции музея ТГУ.